# Navigazione Generale Italiana

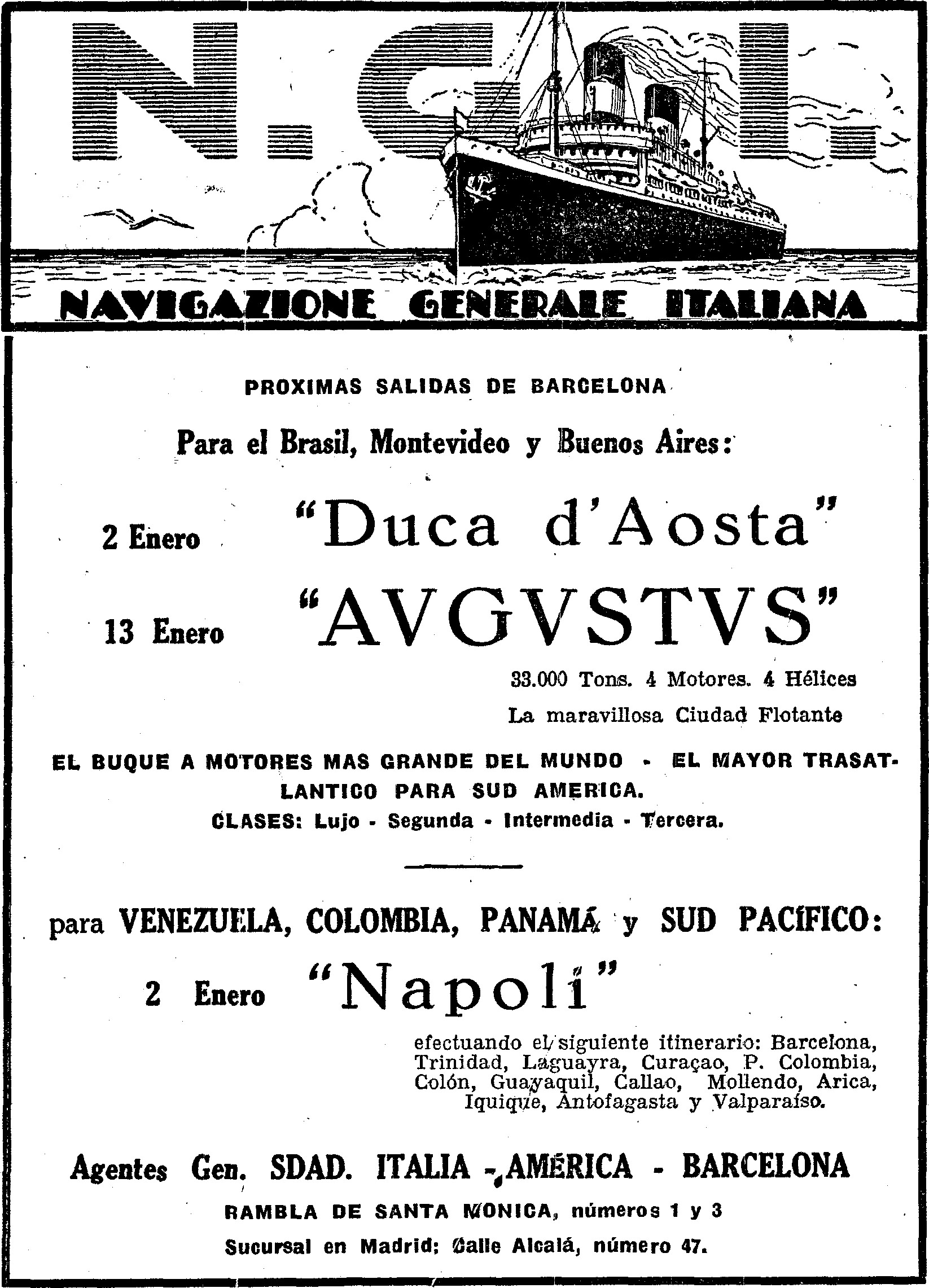
Navigazione-Generale-Italiana-1927

Navigazione Generale Italiana fue una compañía de navegación surgida en 1881 de la fusión de las compañías Ignazio & Vincenzo Florio de Palermo y Raffaele Rubattino de Génova. De las 100.000 acciones que representaban el capital social, el 40% correspondía a los Florio, mientras que el otro 40% correspondía a los socios de la compañía Rubattino, el restante 20% fue a la Società Generale di Credito Mobiliare, la cual había patrocinato la fusión y brindaba apoyo financiero para el desarrollo de la flota, mediante créditos directos, o por medio de colocaciones de títulos en la Bolsa.
Las dos empresas de navegación, además de operar en el Mediterráneo, al momento de la fusión estaban interesadas en los tráficos comerciales en dos diversas áreas geográficas, la primera operaba a lo largo de las rutas hacia Estados Unidos y Canadá,  mientras que la segunda gestionaba una serie de enlaces marítimos entre Italia y los puertos de la India y del Extremo Oriente a través del canal de Suez.

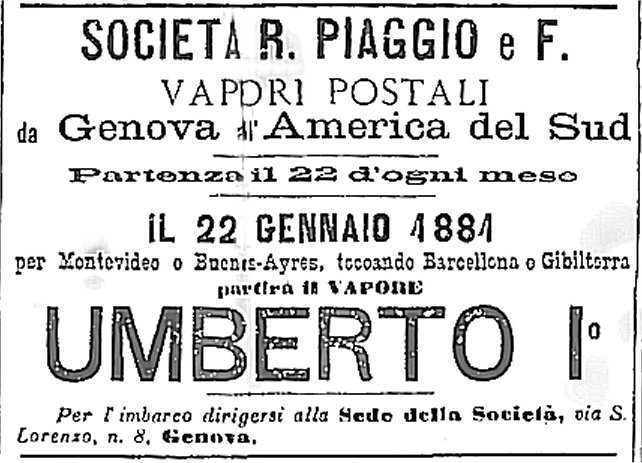
Publicación en la Gazzetta provincial de Bergamo del 3-01-1881.

Se llegó así a una flotta de 83 emabarcaciones, que pronto superó los cien.
La nueva sociedad, además de operar los servicios marítimos de las dos empresas fundadoras, amplió sus actividades a partir de 1884 con enlaces hacia el Sur América. Para potenciar este nuevo servicio en 1885 la sociedad adquirió los barcos de la "Sociedad Italiana Transportes Marítimos Alcance & Co." y de la "Sociedad Rocco Piaggio & Hijos".

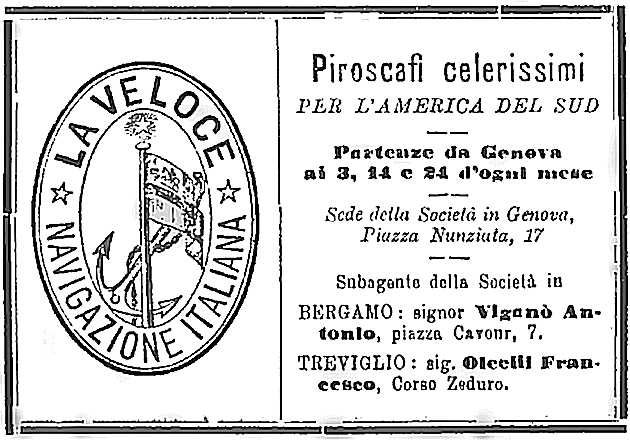
"La Veloce" publicación en la Gazzetta provincial de Bergamo del 23-01-1890.

La "Sociedad Italiana de Transporti Marítimo Alcance & Co." había sido fundada a Génova en 1882 por Carlo, Edilio y Armando Alcance para prestar servicios de cargas y pasajeros entre Italia y Sur América, mientras la "Sociedad Rocco Piaggio & Hijos" fundada en Génova en el 1870 unía Génova con Montevideo y Buenos Aires con escala en las Canarias. A partir de 1883, y después haber alcanzado un acuerdo con la "Sociedad Italiana de Transporti Marítimo Alcance & Co." se inauguró un trayecto entre Génova y Nápoles con el Río de la Plata.
Después la quiebra de Crédito Mobiliare y de la Banca Generale, en la mitad de la década de 1890 el principal apoyo financiero y bursátil vino de la mano de la Banca Commerciale Italiana y de otros bancos.
A partir del 1901 N.G.I. asumió el control de la sociedad "La Veloce", una compañía de navegación fundada en 1884 que desarrollaba sus servicios entre Italia y Sur América, convirtiéndola en una de sus filiales hasta 1924 cuando fue totalmente absorbida por parte de N.G.I.
En 1906 la compañía compró la "Italia Sociedad de Navegación a Vapor" una empresa de navegación fundada en Génova en 1899 que efectuaba servicios hacia Sur América y que en 1917 sería convertida en una nueva compañía denominada "Transoceanica Società Italiana di Navigazione".
El 13 de junio de 1910 con la aprobación de la ley sobre los convenios marítimos se constituyó la Sociedad Nacional de los Servicios Marítimos en los cuales vienen adjudicados casi todos los servicios convencionales y a los cuales la N.G.I. cede gran parte de su flota dejando de gestionar la red de trayectos subvencionados en el Mediterráneo, dejando enteramente este sector de tráfico a la Sociedad Nacional Servicios Marítimos y concentrando sus intereses sobre las rutas hacia las Américas y manteniendo en línea solamente 19 barcos.
En la misma época los Florio perdieron la conducción de N.G.I., en pos de la Banca Commerciale Italiana, la cual aumento su participación.
En el 1910 la Navegación General Italiana adquirió una participación en la empresa Lloyd Italiano una compañía de navegación fundada en Génova en 1904 por Erasmo Piaggio que realizaba trayectos entre Italia y el Norte y Sur de América. En 1918 esta filial fue completamente absorbida por su matriz.
En 1917 después de la compra de la compañía de navegación Sicula Americana, se fundó la "Transoceanica Sociedad Italiana de Navegación", cuya flota en 1921 fue absorbida junto con la flotta de "Sociedad Comercial Italiana de Navegación" de N.G.I.
En 1932 N.G.I se fusionó con Lloyd Sabaudo y con Cosulich Società Triestina di Navigazione formando así la sociedad Italia Flotte Riunite, también conocida como Italian Line.

## Barcos célebres
- Regina Margherita (1884-1906)
- SS Sirio (1883-1906)
- SS Duca di Genova (1908-1918)
- SS Colombo (1917-1931)
- SS Giulio Cesare (1922-1931)
- SS Duilio (1923-1931)
- SS Roma (1926-1931)
- MS Augustus (1927-1931)
- SS Orazio (1927-1931)
- SS Virgilio (1928-1931)[7]
- SS Taormina (1918-1929)

## Note
1. ↑  Navigazione Generale Italiana Archivado el 22 de enero de 2009 en Wayback Machine.
2. ↑  Società Italiana di Transporti Marittimi Raggio & Co. Archivado el 17 de noviembre de 2008 en Wayback Machine.
3. ↑  Società Rocco Piaggio & Figli Archivado el 6 de diciembre de 2011 en Wayback Machine.
4. ↑  La Veloce Archivado el 1 de octubre de 2011 en Wayback Machine.
5. ↑  Lloyd Italiano Archivado el 16 de mayo de 2008 en Wayback Machine.
6. ↑  Sicula Americana Archivado el 2 de marzo de 2009 en Wayback Machine.
7. ↑  Navigazione Generale Italiana

- Datos: Q3873449
- Multimedia: Navigazione Generale Italiana / Q3873449